# St. Louis WCT 1977 - Doppio
Il doppio del torneo di tennis St. Louis WCT 1977, facente parte della categoria World Championship Tennis, ha avuto come vincitori Ilie Năstase e Adriano Panatta che hanno battuto in finale Vijay Amritraj e Dick Stockton col punteggio di 6-4, 3-6, 7-6(6).

## Teste di serie
1. Billy Martin /  Bill Scanlon (primo turno)

1. Vijay Amritraj /  Dick Stockton (finale)

## Tabellone

### Legenda
| - Q = Qualificato - WC = Wild card - LL = Lucky loser | - ALT = Alternate - SE = Special Exempt - PR = Protected Ranking | - w/o = Walkover - r = Ritirato - d = Squalificato |

|  | Quarti di finale | Quarti di finale              | Quarti di finale              | Quarti di finale | Quarti di finale |  |  | Semifinali | Semifinali                   | Semifinali                   | Semifinali                   | Semifinali |   |   | Finale | Finale                       | Finale | Finale | Finale |  |
|  |                  |                               |                               |                  |                  |  |  |            |                              |                              |                              |            |   |   |        |                              |        |        |        |  |
|  |                  | Ashok Amritraj Ken Rosewall   | 2                             | 6                | 7                |  |  |            |                              |                              |                              |            |   |   |        |                              |        |        |        |  |
|  | 1                | Billy Martin Bill Scanlon     | 6                             | 4                | 6                |  |  |            | Ashok Amritraj Ken Rosewall  | 6                            | 7                            | 6          |   |   |        |                              |        |        |        |  |
|  |                  | Ilie Năstase Adriano Panatta  | Ilie Năstase Adriano Panatta  | 6                | 6                |  |  |            | Ilie Năstase Adriano Panatta | 7                            | 6                            | 7          |   |   |        |                              |        |        |        |  |
|  |                  | Tom Fluri Ray Moore           | Tom Fluri Ray Moore           | 4                | 4                |  |  |            |                              |                              |                              |            |   |   |        | Ilie Năstase Adriano Panatta | 6      | 3      | 7      |  |
|  |                  | Byron Bertram Bernie Mitton   | Byron Bertram Bernie Mitton   | 6                | 6                |  |  |            |                              | 2                            | Vijay Amritraj Dick Stockton | 4          | 6 | 6 |        |                              |        |        |        |  |
|  |                  | Grover Reid Harold Solomon    | Grover Reid Harold Solomon    | 4                | 2                |  |  |            | Byron Bertram Bernie Mitton  | Byron Bertram Bernie Mitton  | 5                            | 5          |   |   |        |                              |        |        |        |  |
|  | 2                | Vijay Amritraj Dick Stockton  | Vijay Amritraj Dick Stockton  | 6                | 1                |  |  | 2          | Vijay Amritraj Dick Stockton | Vijay Amritraj Dick Stockton | 7                            | 7          |   |   |        |                              |        |        |        |  |
|  |                  | John Alexander Cliff Drysdale | John Alexander Cliff Drysdale | 1                | 1R               |  |  |            |                              |                              |                              |            |   |   |        |                              |        |        |        |  |